# Birkin Tree
 (janvier 2018).
Pour les articles homonymes, voir Birkin (homonymie).
Birkin Tree est un groupe italien jouant de la musique irlandaise. Le groupe a été fondé en 1982 par Fabio Rinaudo et a actuellement 6 albums à son actif, sortis entre 1996 et 2022. 
Grâce à la présence d'un piano dans leurs compositions, leur musique est un mélange de musique irlandaise et de jazz.

## Formation
- Fabio Rinaudo - Flûte, Uilleann pipes
- Daniele Caronna - Violon, Guitare
- Devis Longo - Piano, Clavier, Saxophone
- Michel Balatti - Flûte traversière irlandaise
- Fabio Vernizzi - Piano
- Dado Sezzi - Percussion